# Финансијске институције
Постоји већи број институција финансијских тржишта. Оне су се развијале упоредо са развојем ових тржишта. Поједине институције настале су пре финансијских тржишта (банке, штедионице). Неке институције творевина су финансијских тржишта, као што су институционални инвеститори (осигуравајуће организације, пензиони фондови), као и неки финансијски посредници (инвестиционе компаније)
Постоје различите врсте финансијских институција и све оне служе за најефикасније трансферисање финансијске штедње од суфицитних према дефицитним економским јединицама. Финансијске институције се могу класификовати на различите начине.

### Врсте финансијских институција
Према једној класификацији финансијске институције се деле у три групе:
- интермедијарне финансијске институције
- берзе
- помоћне и специјализоване финансијске институције

Интермедијарне финансијске институције у токовима финансијске штедње од суфицитних до дефицитних економских јединица учествују тако што и оне издају (креирају) одређене финансијске инструменте, који су предмет куповине и продаје којима се трансферише финансијска штедња. Ове институције су финансијски посредници у пуном смислу речи. Постоје разне врсте интермедијарних финансијских институција, а најважније су:
- комерцијалне банке
- штедионице
- штедно-кредитне задруге
- осигуравајуће компаније
- пензиони фондови
- финансијске компаније

Берзе су друга специфична врста финансијских институција. Оне не креирају своје финансијске инструменте, већ су организована места за њихов промет.
Трећу групу чине све остале финансијске институције. Оне су међусобно различите. Заједничко им је то што је свака од њих специјализована за одређену врсту активности у финансијско-тржишном смислу, због чега имају заједнички назив помоћне и специјализоване.
Према другој класификацији, финансијске институције се деле у следеће групе:
- централна банка, као централна монетарно-финансијска институција
- депозитне институције
- недепозитне институције
- посредничке институције

Према трећој класификацији, финансијске институције се деле у следеће категорије:
- класичне (традиционалне) – банке, штедионице, кредитне задруге, итд.
- институционални инвеститори – осигуравајуће организације, пензиони фондови, финансијске компаније, задужбине, итд.
- колективни инвеститори – инвестиционе компаније, узајамни фондови
- брокерско-дилерске институције – берзански посредници